# فارسینج
فارسینج (به کُردی: پارسینه)، روستایی از توابع بخش مرکزی شهرستان سنقر در استان کرمانشاه ایران است. این روستا مرکز دهستان دهستان پارسینه می باشد.
ساکنین این روستا اغلب زراعت و دام پروری می‌کنند.

## جمعیت
این روستا در دهستان پارسینه قرار دارد و براساس سرشماری مرکز آمار ایران در سال ۱۳۹۵، جمعیت آن ۲۰۰۴ نفر (۵۵۹خانوار) بوده‌است.